# Herbert Naumann (Journalist)

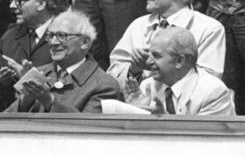
Herbert Naumann (rechts) und Erich Honecker bei der Friedensfahrt 1987

Herbert Naumann (* 11. September 1929 in Großstädten; † 10. September 2018) war ein deutscher Journalist. Er war von 1985 bis 1989 Chefredakteur der Zeitung  Neues Deutschland (ND) und von 1986 bis 1989 Mitglied des ZK der SED.

## Leben
Naumann, Sohn eines Arbeiters, besuchte von 1936 bis 1942 die Volksschule in Zetteritz und von 1944 bis 1946 die Volkshandelsschule in Mittweida. Anschließend arbeitete er bis 1948 als Angestellter in der Rechtsabteilung Bodenreform beim Rat des Kreises Rochlitz. Im Jahr 1946 wurde er Mitglied der Freien Deutschen Jugend (FDJ) und der Sozialistischen Einheitspartei Deutschlands (SED). Ab 1948 war er Leiter des Kreis-Nachrichtenamtes, dann bis 1949 Angestellter bei der SED-Kreisleitung Rochlitz und Kreisredakteur der  Chemnitzer Volksstimme. Im Jahr 1950 begann er seine Tätigkeit in der Redaktion des Neuen Deutschland. Er absolvierte ein Journalistikstudium und war von 1960 bis 1963  Auslandskorrespondent des ND in Prag. 1963 wurde er stellvertretender Leiter der ND-Wirtschaftsabteilung, im Januar 1966 Mitglied des Redaktionskollegiums der Parteizeitung. Von November 1967 bis November 1985 war er einer der stellvertretenden Chefredakteure des Blattes. Am 25. November 1985 löste er Günter Schabowski im Amt des Chefredakteurs ab, der zum neuen 1. Sekretär der SED-Bezirksleitung von Ost-Berlin berufen worden war. Von Dezember 1985 bis 1989 war er Mitglied des Zentralvorstandes des Verbandes der Journalisten der DDR (VDJ). Vom 21. April 1986 (XI. Parteitag) bis November 1989 gehörte er dem Zentralkomitee der SED als Mitglied an.
Naumann starb einen Tag vor seinem 89. Geburtstag.

## Auszeichnungen
- 1968: Vaterländischer Verdienstorden in Bronze
- 1974: Vaterländischer Verdienstorden in Silber
- 1985: Vaterländischer Verdienstorden in Gold